# Gmina Aalborg

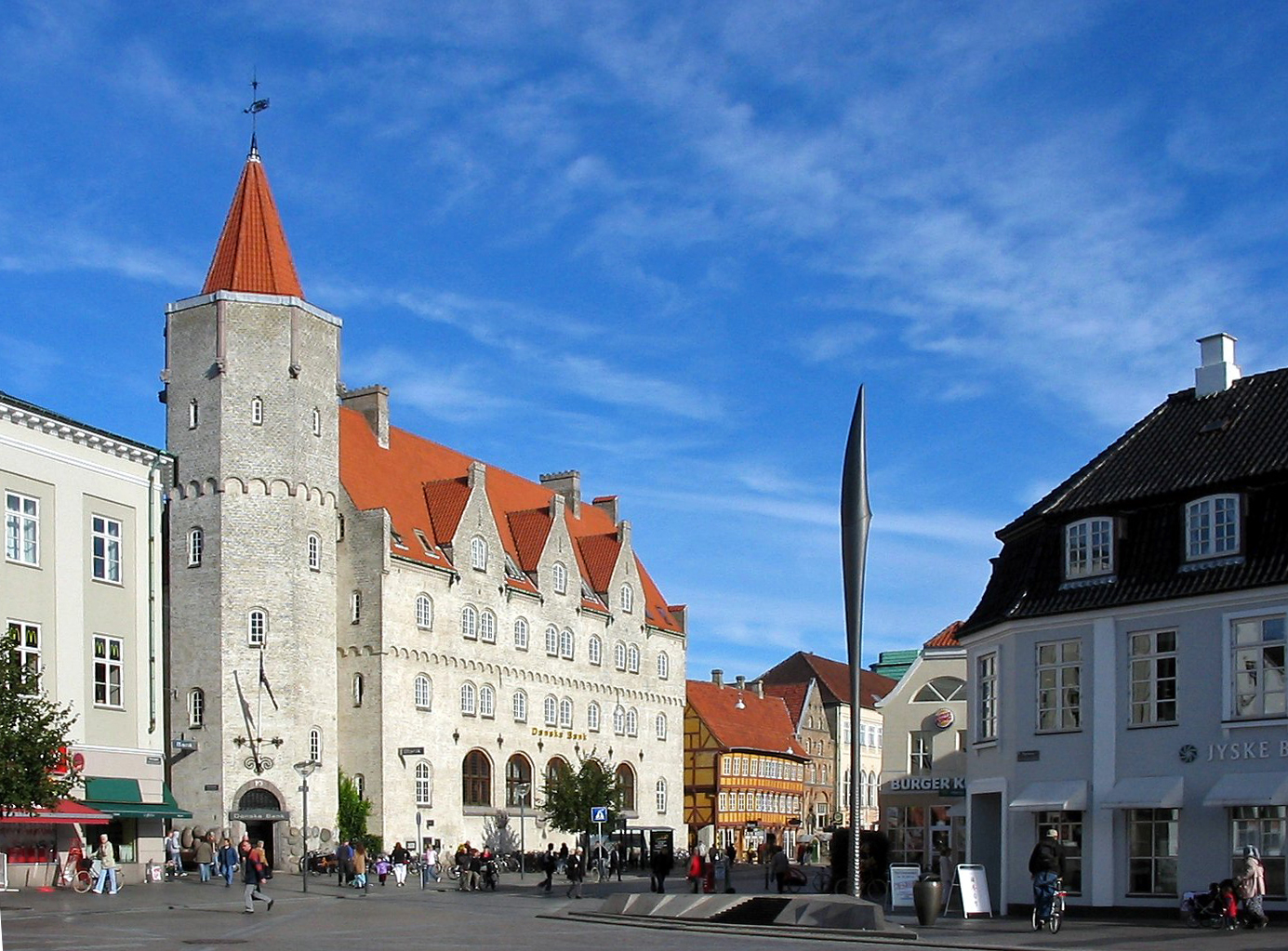
Plac Nytorv w siedzibie gminy – Aalborgu

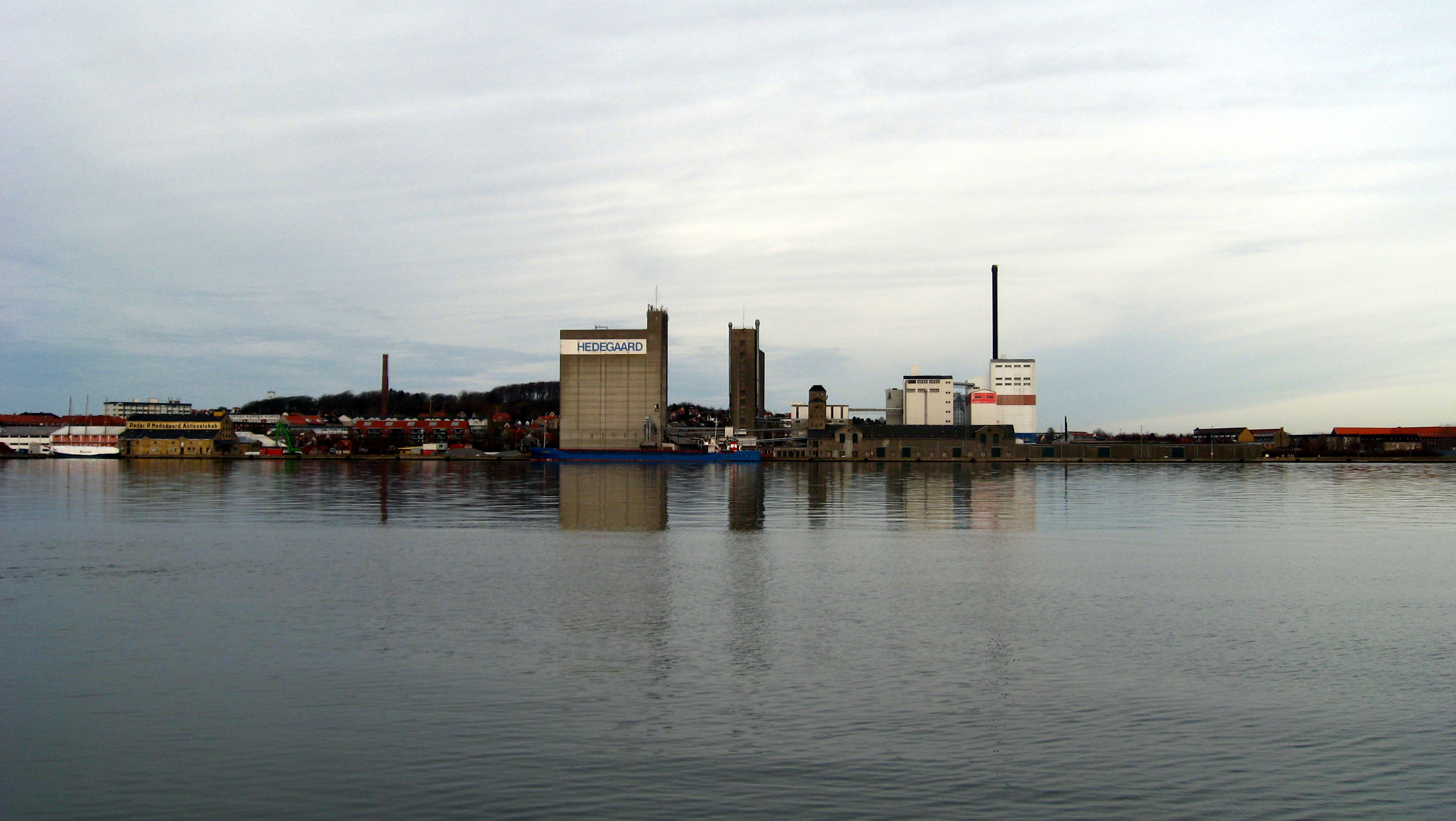
Cieśnina Limfjorden w Aalborgu

Gmina Aalborg (duń. Aalborg Kommune) – gmina w Danii w regionie Jutlandia Północna.
Gmina powstała w 2007 roku na mocy reformy administracyjnej z połączenia gmin Hals, Nibe, Sejlflod i Aalborg (starej).
Siedzibą gminy jest miasto Aalborg.
1 stycznia 2025 gminę zamieszkiwało 224 612 osób.
| Największe miejscowości |             |                        |
| Nr                      | Nazwa       | Populacja (01.01.2025) |
| 1                       | Aalborg     | 121 878                |
| 2                       | Nørresundby | 24 436                 |
| 3                       | Svenstrup   | 8 001                  |
| 4                       | Nibe        | 5 616                  |
| 5                       | Vodskov     | 4 810                  |
| 6                       | Klarup      | 5 603                  |
| 7                       | Gistrup     | 3 686                  |
| 8                       | Storvorde   | 3 465                  |
| 9                       | Vestbjerg   | 3 039                  |
| 10                      | Frejlev     | 3 237                  |